# Beautés empoisonnées
Pour les articles homonymes, voir Heartbreaker.
Pour plus de détails, voir Fiche technique et Distribution.
Beautés empoisonnées, ou Les Enjôleuses au Québec (Heartbreakers) est un film américain de David Mirkin sorti en 2001.

## Synopsis
Max (Sigourney Weaver) et Page (Jennifer Love Hewitt) sont mère et fille, et toutes deux arnaqueuses professionnelles. Leur technique est bien rodée : l’une, la mère, se marie avec un homme fortuné qu’elle ne satisfait pas sexuellement, pendant que l’autre, la fille, se faisant passer pour une secrétaire ou une femme de maison, entreprend de séduire le mari. Jusqu'au flagrant délit d’adultère et le divorce, avec bien sûr dédommagement financier pour la pauvre (jeune) mariée. Mais voilà un jour où, comme le poussin sortant de son nid, la bimbo revendique son indépendance. Rien ne va plus au pays de l’arnaque familiale, et maman entreprend de protéger son enfant.

## Fiche technique
- Titres français : Beautés empoisonnées ( France) et Les Enjôleuses ( Québec)
- Titre original :  Heartbreakers
- Réalisation : David Mirkin
- Scénario : Robert Dunn, Paul Guay, Stephen Mazur
- Producteur : John Davis, Irving Ong
- Musique : John Debney, Emmanuel Kiriakou
- Distribution : Metro-Goldwyn-Mayer - Walt Disney Studios Motion Pictures International - Universal Pictures Video
- Photo : Dean Semler
- Durée : 123 minutes
- Genre : Comédie
- Pays :  États-Unis
- Langue : anglais - russe
- Date de sortie : 23 mars 2001 (États-Unis), 26 septembre 2001 (France)

## Distribution
Légende : VF = version française, et VQ = version québécoise
- Sigourney Weaver (VF : Tania Torrens ; VQ : Anne Caron) : Angela Nardino / Max Conners / Olga Yevanova
- Jennifer Love Hewitt (VF : Sophie Arthuys ; VQ : Camille Cyr-Desmarais) : Wendy / Page Conners / Jane Helstrom
- Gene Hackman (VF : Jacques Richard ; VQ : Yvon Thiboutot) : Williams B. Tensy
- Ray Liotta (VF : Bernard Gabay ; VQ : Daniel Picard) : Dean Cumanno / Vinny Staggliano
- Jason Lee (VF : Jérôme Pauwels ; VQ : Gilbert Lachance) : Jack Withrowe
- Anne Bancroft (VF : Paule Emanuele ; VQ : Élizabeth Chouvalidzé) : Gloria Vogal / Barbara
- Nora Dunn (VQ : Élise Bertrand) : Mlle. Madress, la domestique de Williams B. Tensy
- Jeffrey Jones (VQ : Denis Mercier) : Monsieur Appel
- Julio Oscar Mechoso (VQ : Luis de Cespedes) : Leo
- Sarah Silverman (VQ : Charlotte Bernard) : Linda
- Zach Galifianakis (VQ : Sébastien Dhavernas) : Bill
- Michael Hitchcock : Dr. Arnold Davis
- Shawn Colvin : La pasteure au mariage de Page et Jack
- Ricky Jay (VQ : Hubert Gagnon) : Commissaire-priseur de Dawson
- Carrie Fisher : Madame Surpin, avocat de Max au divorce
- Elya Baskin : Vladimir, serveur au Kremlin
- David Mirkin : Avocat de Jack
- Patricia Belcher : Femme de chambre de l'hôtel
- Kevin Nealon : Homme au bar
- Larry Williams : Musicien dans le groupe au mariage
- Peter Spellos (en) : Manutentionnaire chez Dawson
- Alan Blumenfeld (en) : homme à la station-service
- Steve Mellor : Philip Tinker
- Catherine Butterfield (en) : vendeuse du magasin de robes de mariage
- Pierre Gonneau : Le prêtre au premier mariage

## Bande originale
Sauf indication contraire ou complémentaire, les informations mentionnées dans cette section proviennent du générique de fin de l'œuvre audiovisuelle présentée ici.
- Ave Maria.
- The Best Is Yet to Come (en) par Michael Andrew et Swingerhead.
- Come fly with me par Michael Andrew et Swingerhead de 1957.
- The thought of you par Edwina Travis-Chin.
- Quiet nights de Quiet stars par Sarah Vaughan.
- Mélodie d'Orphée et Eurydice par Christoph Willibald Gluck.
- Tropicalia (en) par Beck Hansen.
- Mediation par João Gilberto.
- Way of the river par Tony Lasley.
- Baby Now That I've Found You (en) par Alison Krauss.
- Sextuor en D mineur Andante d'Alexandre Borodine.
- Wonderfully strange par EMAN.
- Only when I dance par Becca Byram-Wigfield.
- Red sarafin par les Red Elvises.
- Have mercy par les Red Elvises.
- Karabuschka par les Red Elvises.
- Back in the U.S.S.R. par les Beatles de 1968.
- Une petite musique de nuit de Wolfgang Amadeus Mozart de 1787.
- Air on G string de Wolfgang Amadeus Mozart.
- Água de Beber par Astrud Gilberto de 1965.
- Infinity par Inara George et Bryony Atkinson.
- Trade winds par Mason Williams.
- I'll say I'm sorry now par Shawn Colvin.
- Can't Help Falling in Love par The Starts.
- Polaroids par Shawn Colvin.
- Oh My Love par John Lennon de 1971.
- Insensatez par Antônio Carlos Jobim de 1961.
- Waters of March par Susannah McCorkle (en) de 1993.
- Like everyone she knows par James Taylor.

## Accueil

### Accueil critique
Sur l'agrégateur américain Rotten Tomatoes, le film récolte 53 % d'opinions favorables pour 122 critiques. Sur Metacritic, il obtient une note moyenne de 47⁄100 pour 32 critiques.
En France, le site Allociné propose une note moyenne de 2,9⁄5 à partir de l'interprétation de critiques provenant de 9 titres de presse.